# 13943 Hankgreen
13943 Hankgreen è un asteroide della fascia principale. Scoperto nel 1990, presenta un'orbita caratterizzata da un semiasse maggiore pari a 2,280704 UA e da un'eccentricità di 0,075418, inclinata di 23,751467° rispetto all'eclittica. Ha un diametro di 4,203 km.